# Diano
Diano (łac. Dianensis) – stolica historycznej diecezji w Hiszpanii w metropolii Toledo istniejącej do VII wieku. Współcześnie miasto Dénia w Prowincji Alicante.

## Biskupi tytularni
| Lp. | Biskup                  | Funkcja                                | Od                | Do                |
| --- | ----------------------- | -------------------------------------- | ----------------- | ----------------- |
| 1   | Ramón Echarren Istúriz  | biskup pomocniczy Madrytu (Hiszpania)  | 17 listopada 1969 | 27 listopada 1978 |
| 2   | Pearse Lacey            | biskup pomocniczy Toronto (Kanada)     | 3 maja 1979       | 2 kwietnia 2014   |
| 3   | Esteban Escudero Torres | biskup pomocniczy Walencji (Hiszpania) | 7 maja 2015       | 2 maja 2025       |